# Boutari
Boutari (griechisch Μπουτάρη oder Μπουτάρη Οινοποιητική Α.Ε.) ist ein griechischer Hersteller von Weinen und als Ι. Μπουτάρης & Υιος Holding Α.Ε an der Athener Börse gehandelt. Die Weine werden unter den Namen Boutari und Kampa verkauft.

## Geschichte
Die Firma wurde 1879 von Ioannis Boutaris gegründet. Das erste Produkt war der Naoussa Boutari (Νάουσσα Μπουτάρη). 1906 wurden schließlich neue Anlagen in Naoussa eröffnet, die heute noch als Firmenmuseum und Kundenzentrum genutzt werden. Stelios Boutaris, der Sohn des Gründers, übernahm 1935 die Leitung und eröffnete den Export nach Österreich, Ungarn und Ägypten, 1967 wiederum seine Kinder Ioannis und Konstantinos, die das heutige Weingut in Naoussa in Betrieb nahmen. In den 1980er Jahren begann die Boutari Group mit dem Import von Spirituosen nach Griechenland (Johnnie Walker, Gordon’s Gin u. a.), 1992 wurde die Brauerei Henninger Hellas Α.Ε. übernommen, die 1997 mit Mythos das erste Lagerbier Griechenlands auf den Markt brachte. 1995 übernahm die Erbin Marina Boutari die Leitung der Boutari Group. 2002 wurde das Mineralwasser Kimi (Κύμη) erworben.
Christina Boutari übernahm 2006 das Unternehmen, und im selben Jahr wurde das Unternehmen neu ausgerichtet. Alle Aktivitäten, die nicht mit der Erzeugung von Wein zu tun haben, wurden verkauft. Anschließend wurde das Weingut Domaine de Mayrac aus dem Languedoc erworben.
Zeitweise wurde das Unternehmen von Giannis Boutaris geleitet, dem es 2011 gelang, als Vorsitzender einer Kleinpartei zum Bürgermeister von Thessaloniki gewählt zu werden. 1997 machte er sich jedoch selbstständig und gründete sein eigenes Weingut Kir-Yianni.

## Weingüter
Das Unternehmen hat sieben Weingüter, davon sechs in Griechenland (Naoussa, Goumenissa,  Kreta, Santorin, Attika, Mantinia) und Mayrac in Frankreich.

## Weblink
- Boutari.gr